# Gerd Andres

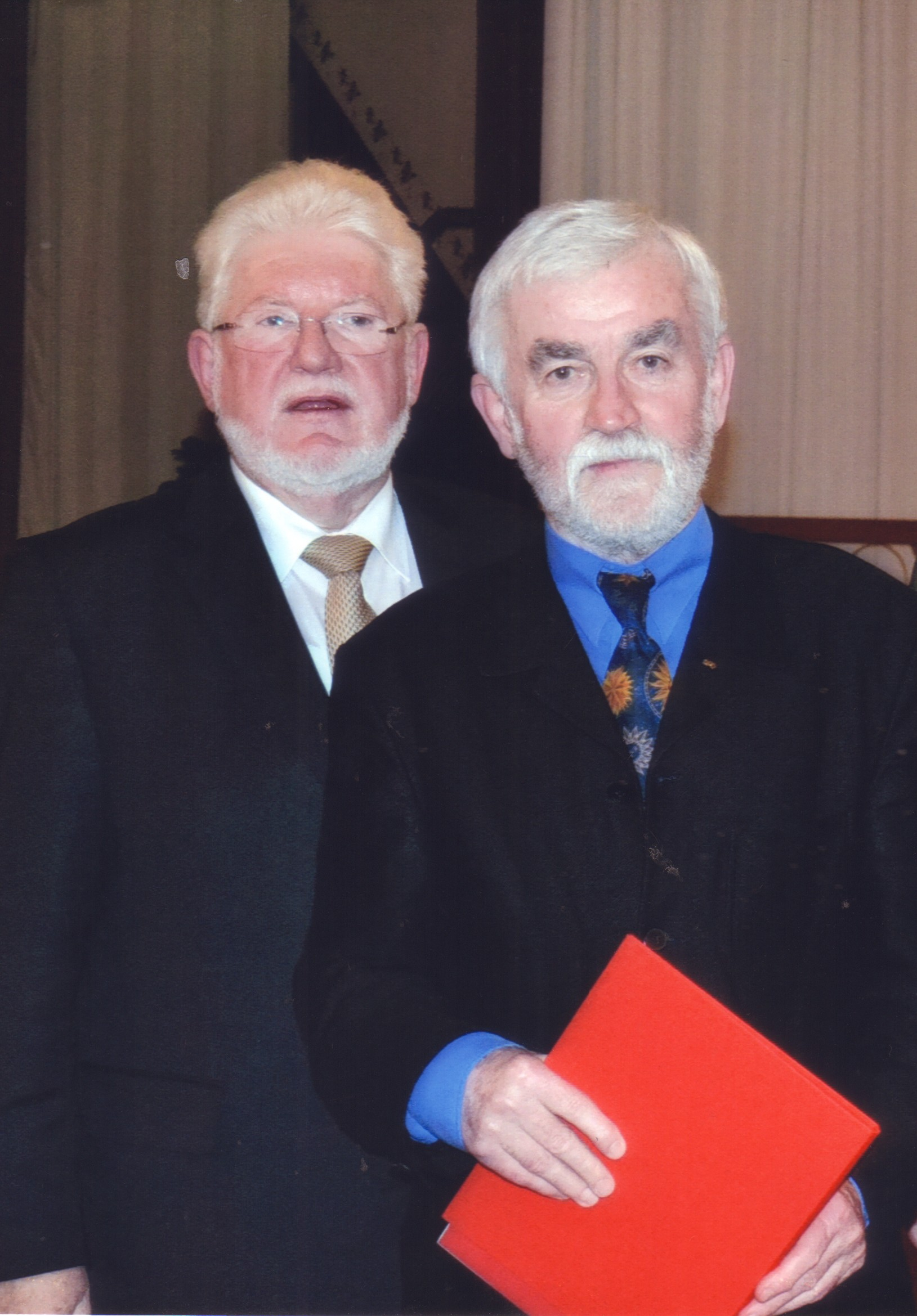
Gerd Andres (links) mit Dietmar Schulz (2015)

Gerd Andres (* 8. April 1951 in Wirges im Westerwald) ist ein deutscher Politiker (SPD).
Er war von 1998 bis 2002 Parlamentarischer Staatssekretär beim Bundesminister für Arbeit und Sozialordnung, von 2002 bis 2005 beim Bundesminister für Wirtschaft und Arbeit und von 2005 bis 2007 beim Bundesminister für Arbeit und Soziales.

## Leben
Nach dem Besuch der Volksschule absolvierte Andres eine Lehre zum Maschinenschlosser mit anschließender Facharbeiterprüfung. Auf der Abendschule erwarb er die Fachoberschulreife. Er leistete in den Jahren 1972 bis 1973 seinen Zivildienst bei der AWO ab. Von 1974 bis 1998 war er Sekretär beim Hauptvorstand der IG Chemie, Papier, Keramik und hier von 1981 bis 1987 Leiter der Abteilung Bildung.
Gerd Andres ist verheiratet und hat drei Kinder.

## Partei
Seit 1968 ist Andres Mitglied der SPD. Von 1976 bis 1977 war er Stellvertretender Bundesvorsitzender der Jusos. Von 1988 bis 1998 war er Mitglied im Bundesvorstand der Arbeitsgemeinschaft für Arbeit (AfA) der SPD.

## Abgeordneter
Von 1987 bis 2009 war Andres als hannoverscher Abgeordneter Mitglied des Deutschen Bundestages. Von 1988 bis 1998 war er hier Mitglied im Vorstand der SPD-Bundestagsfraktion. Von 1997 bis 1998 war er außerdem sozialpolitischer Sprecher der SPD-Fraktion.
Gerd Andres ist stets als direkt gewählter Abgeordneter des Wahlkreises Stadt Hannover I in den Bundestag eingezogen. Bei der Bundestagswahl 2005 erreichte er hier 52,9 % der Erststimmen. Zur Bundestagswahl 2009 trat Andres nicht erneut an. Seine Partei nominierte am 12. Dezember 2008 Kerstin Tack als Wahlkreiskandidatin in seinem bisherigen Wahlkreis. Bei der Bundestagswahl 2009 konnte Tack das Direktmandat erneut für die SPD gewinnen.

## Öffentliche Ämter
Nach der Bundestagswahl 1998 wurde Gerd Andres am 27. Oktober 1998 als Parlamentarischer Staatssekretär beim Bundesminister für Arbeit und Sozialordnung Walter Riester in die von Bundeskanzler Gerhard Schröder geführte Bundesregierung berufen (Kabinett Schröder I). Im Januar 2002 forderten die CDU und FDP den Rücktritt Andres und Riesters, nachdem das Ministerium Großaufträge mit EU-Geldern ohne Ausschreibung vergeben hatte. Nach der Bundestagswahl 2002 wurde dieses Ministerium mit dem Wirtschaftsministerium zusammengelegt. Andres wurde daher am 22. Oktober 2002 zum Parlamentarischen Staatssekretär beim Bundesminister für Wirtschaft und Arbeit ernannt (Kabinett Schröder II).
Nach der Bundestagswahl 2005 wurden die Ressorts wieder getrennt und Andres am 23. November 2005 zum Parlamentarischen Staatssekretär beim Bundesminister für Arbeit und Soziales berufen (Kabinett Merkel I). Nach dem Rücktritt von Bundesarbeitsminister Franz Müntefering schied auch Andres am 22. November 2007 aus dem Amt.
Im Jahr 2021 wurde Andres zum neuen SPD-Vorsitzenden von Gross-Buchholz gewählt.

## Auszeichnungen
Am 21. Juni 2007 wurde Gerd Andres für seine Verdienste um das Gemeinwohl mit dem Bundesverdienstkreuz 1. Klasse ausgezeichnet. Er erhielt die Auszeichnung insbesondere wegen seines langjährigen Engagements für die deutsch-türkischen Beziehungen. Er setzte sich ebenfalls langjährig für die Integration von Migranten in die Bundesrepublik ein.
2009 wurde Gerd Andres zum Ehrenmitglied der Deutschen Parlamentarischen Gesellschaft ernannt.